# Resolutie 73 Veiligheidsraad Verenigde Naties
Resolutie 73 van de Veiligheidsraad van de Verenigde Naties was de tweede van twee resoluties over Palestina op de 437e vergadering van de Veiligheidsraad op 11 augustus 1949. Deze resolutie werd aangenomen met negen stemmen voor, geen tegen en twee onthoudingen van Oekraïne en de Sovjet-Unie. De Veiligheidsraad onthief de bemiddelaar in het conflict in Palestina en vroeg de secretaris-generaal voldoende personeel te voorzien om toe te zien op de wapenstilstand.

## Achtergrond
Eindelijk was in Palestina een wapenstilstand overeengekomen tussen de strijdende partijen. Daarmee kwam de taak van VN-bemiddelaar Ralph Bunche ten einde.

## Inhoud
De Veiligheidsraad was tevreden over de overeengekomen wapenstilstanden en Palestina volgend op resolutie 62.
Gehoopt werd dat alle betrokken autoriteiten zoals gevraagd door de Algemene Vergadering de wapenstilstand wilden uitbreiden en snel een definitieve overeenkomst over alle twisten zouden kunnen bereiken. De wapenstilstandakkoorden werden gezien een belangrijke stap voorwaarts naar permanente vrede in Palestina en beschouwd als een vervanging van het bestand uit de resoluties 50 en 54.
De Veiligheidsraad bevestigde opnieuw dat de eis in resolutie 54 van een onvoorwaardelijk staakt-het-vuren van kracht blijft en herinnerde eraan dat de wapenstilstand door alle partijen moest worden gerespecteerd. De bemiddelaar werd ontheven van zijn functies (die waren voltooid). Opgemerkt werd dat op de wapenstilstanden zou worden toegezien door verschillende commissies. Secretaris-generaal Trygve Lie werd gevraagd om in voldoende personeel te voorzien om op de wapenstilstand toe te zien. De stafchef (die hoofd was van de Toezichtsorganisatie op het Bestand) werd gevraagd om aan de Veiligheidsraad te rapporteren en de Verzoeningscommissie te informeren.

## Verwante resoluties
- Resolutie 72 Veiligheidsraad Verenigde Naties eerde het VN-personeel in Palestina.
- Resolutie 89 Veiligheidsraad Verenigde Naties over het begin van het Palestijnse vluchtelingenprobleem.
- Resolutie 92 Veiligheidsraad Verenigde Naties vroeg de gevechten te stoppen en de afspraken te respecteren.
- Resolutie 93 Veiligheidsraad Verenigde Naties riep Israêl opnieuw op zich aan de overeenkomst te houden.

Lijst ·  67 ·  68 ·  69 ·  70 ·  71 ·  72 ·  73 ·  74 ·  75 ·  76 ·  77 ·  78